# アントネロ・ダ・メッシーナ
アントネロ・ダ・メッシーナ（Antonello da Messina, 1430年頃 - 1479年）は、15世紀ルネサンス期に活動したイタリアの画家。着飾ったモデルを描く肖像画や、宗教主題を取り扱った絵画作品を得意とした。肖像画に関してアントネロ・ダ・メッシーナは、南ネーデルラントのモデルに基礎を置く、斬新で活力に満ちた肖像画の典型をイタリアにおいて確立した。またティツィアーノ、ヴェロネーゼらの巨匠を生んだヴェネツィア派の初期の重要な画家であり、ヴェネツィア・ルネッサンスの展開については重要な役割を果たし、とりわけフランドル風の細密描写をイタリア絵画に導入した点で注目されている。また、イタリアにおいて油彩の技法を本格的に用いた最初期の画家でもある。メッシーナに工房を構え、そこでは息子のジャコベッロ・ダントニオと甥のアントニオとピエトロ・デ・サリバとサルヴォ・ダントニオが働いていた。これら「アントネロ派」Antonelleschiには地方におけるアントネロ・ダ・メッシーナの続く世代への影響を確認することができる。

## 生涯

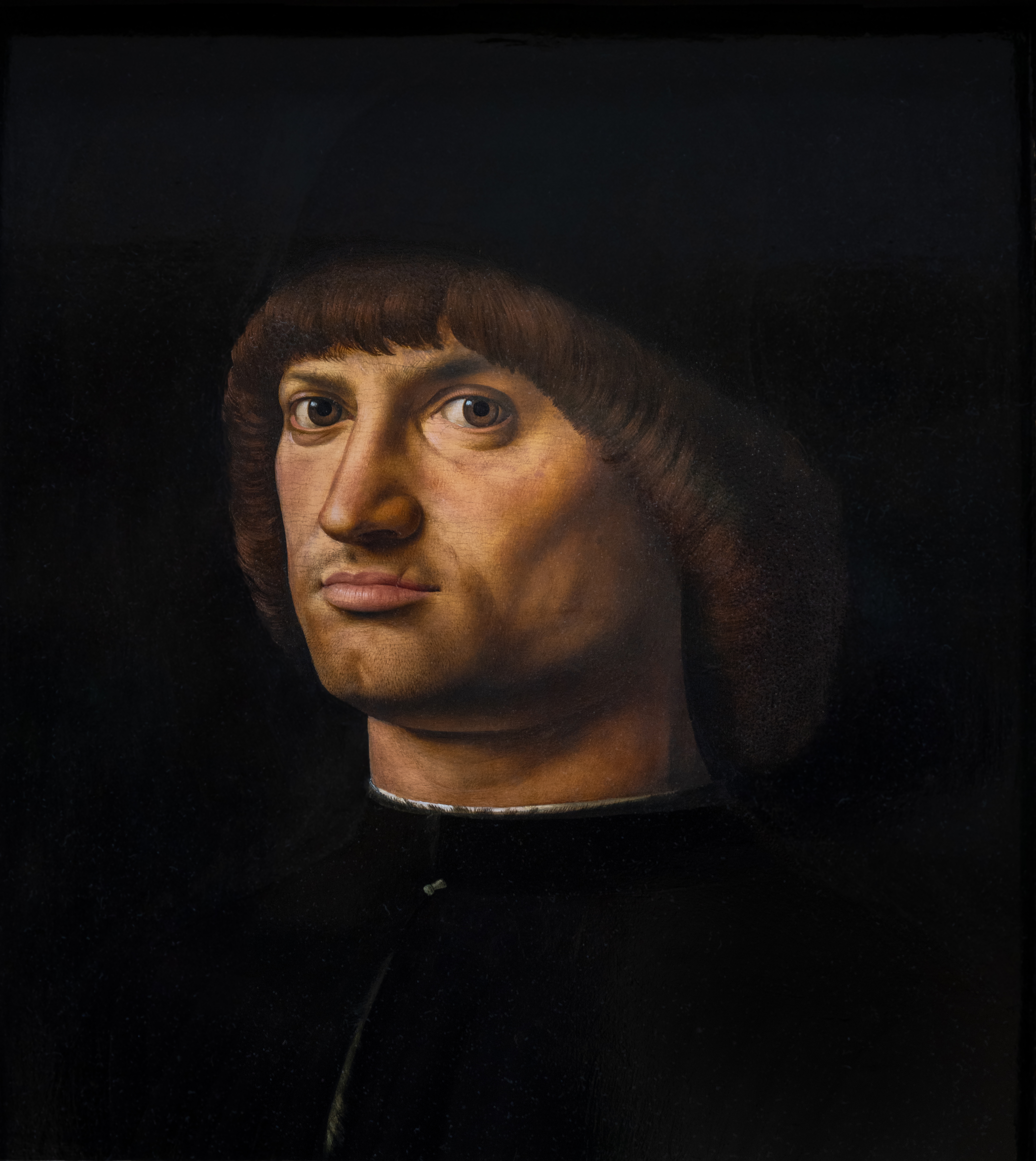
『男性の肖像』、別名『傭兵隊長』(1475年) ルーヴル美術館

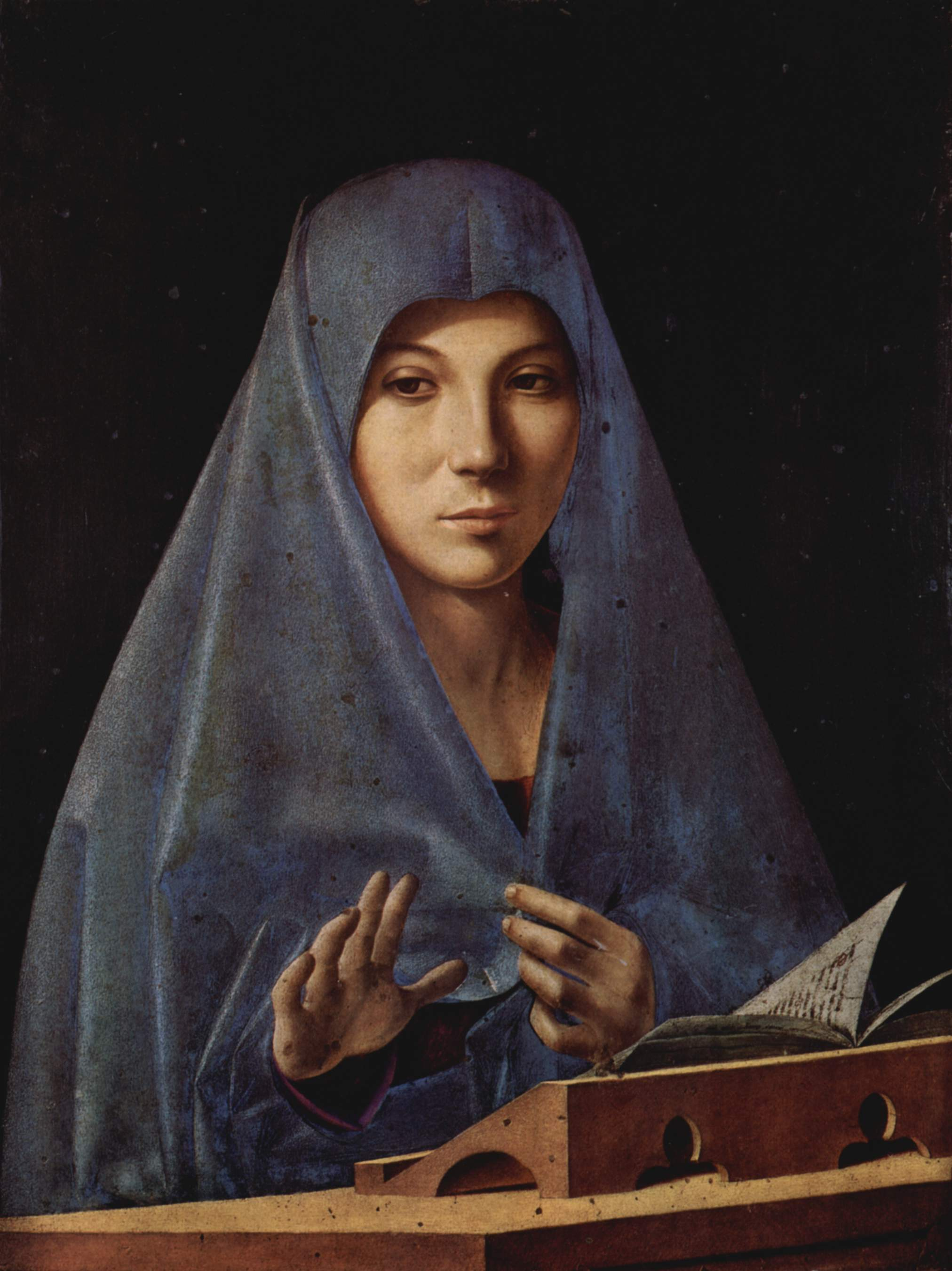
『受胎告知の聖母』シチリア州立美術館

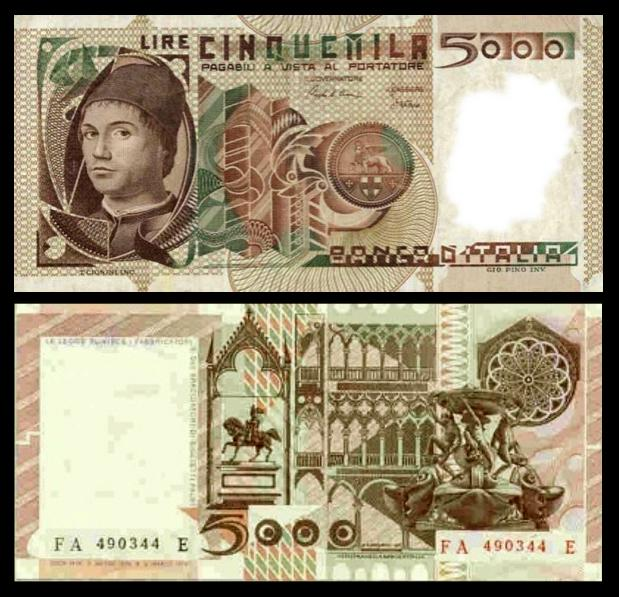
『男性の肖像』（ロンドン、ナショナル・ギャラリー）がデザインされている5000リラ紙幣

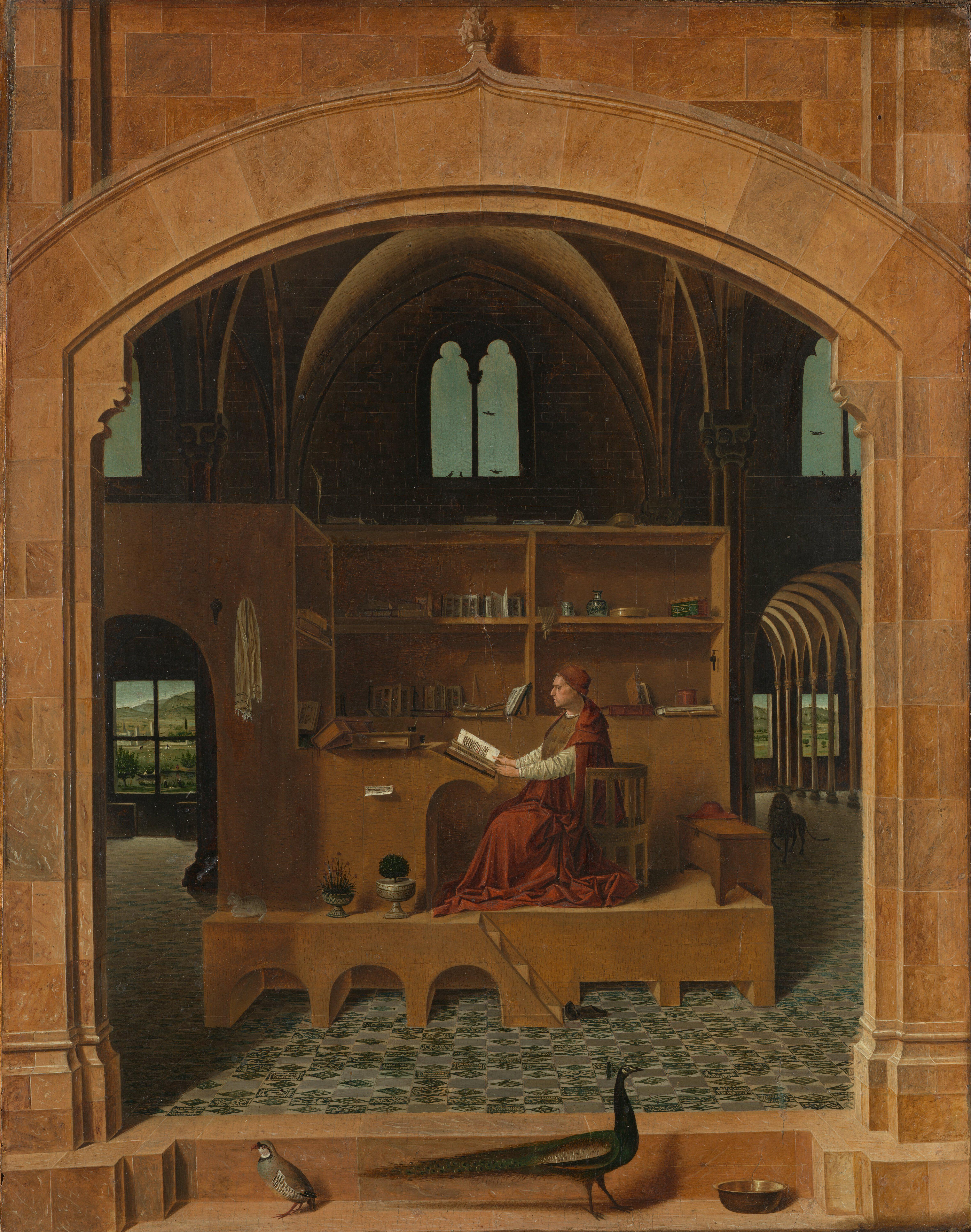
『書斎の聖ヒエロニムス』(1474年頃) ナショナル・ギャラリー (ロンドン)

アントネロは、1430年頃、シチリア島東北部、イタリア半島に近いメッシーナという町に大理石職人の4人の子のうちのひとりとして生まれた。彼の生涯には不明な点が多いが（最初の記録はメッシーナで工房を経営していた1457年のもの）、生涯の大部分をメッシーナで過ごし、ナポリ、ヴェネツィアなどでも活動した。16世紀半ばに『芸術家列伝』を著したジョルジョ・ヴァザーリは、著書の中で、「アントネロはフランドルに旅し、同地で学んだ油彩技法をイタリアに伝えた」と述べている。アントネロの作品にフランドルの影響が顕著に見られること、イタリアにおいて本格的油彩技法を用いた最初期の画家であることは認められるが、彼が「フランドルに旅し、油彩技法をイタリアに伝えた」というのはヴァザーリの創作のようである。アントネロは、修業時代をナポリで過ごしており、ナポリでヤン・ファン・エイクなどのフランドル画家の作品に接した可能性が指摘されている。アントネロの比較的初期の作品と思われる『書斎の聖ヒエロニムス』（ロンドン、ナショナル・ギャラリー）には、対象の表面と質感に関しフランドル派風の細密描写が確認されるとともに、明確で計量的な空間表現、形態と構造の描写にはイタリア風の表現が見られる。また、アントネロの絵画の明晰な形態表現にはピエロ・デラ・フランチェスカの影響も指摘されている。
アントネロは晩年に近い1475年から翌年にかけてヴェネツィアに滞在している。ロンドンのナショナル・ギャラリー蔵の『キリストの磔刑』は1475年の年記があり、ヴェネツィアでの制作と思われる。ヴェネツィアではジョヴァンニ・ベリーニらの画家と交流し、後のヴェネツィア派絵画に大きな影響を与えている。1479年に50歳前後で没している。
1979年から1983年まで発行された5000イタリア・リレ（リラの複数形）紙幣に肖像が採用されていた。

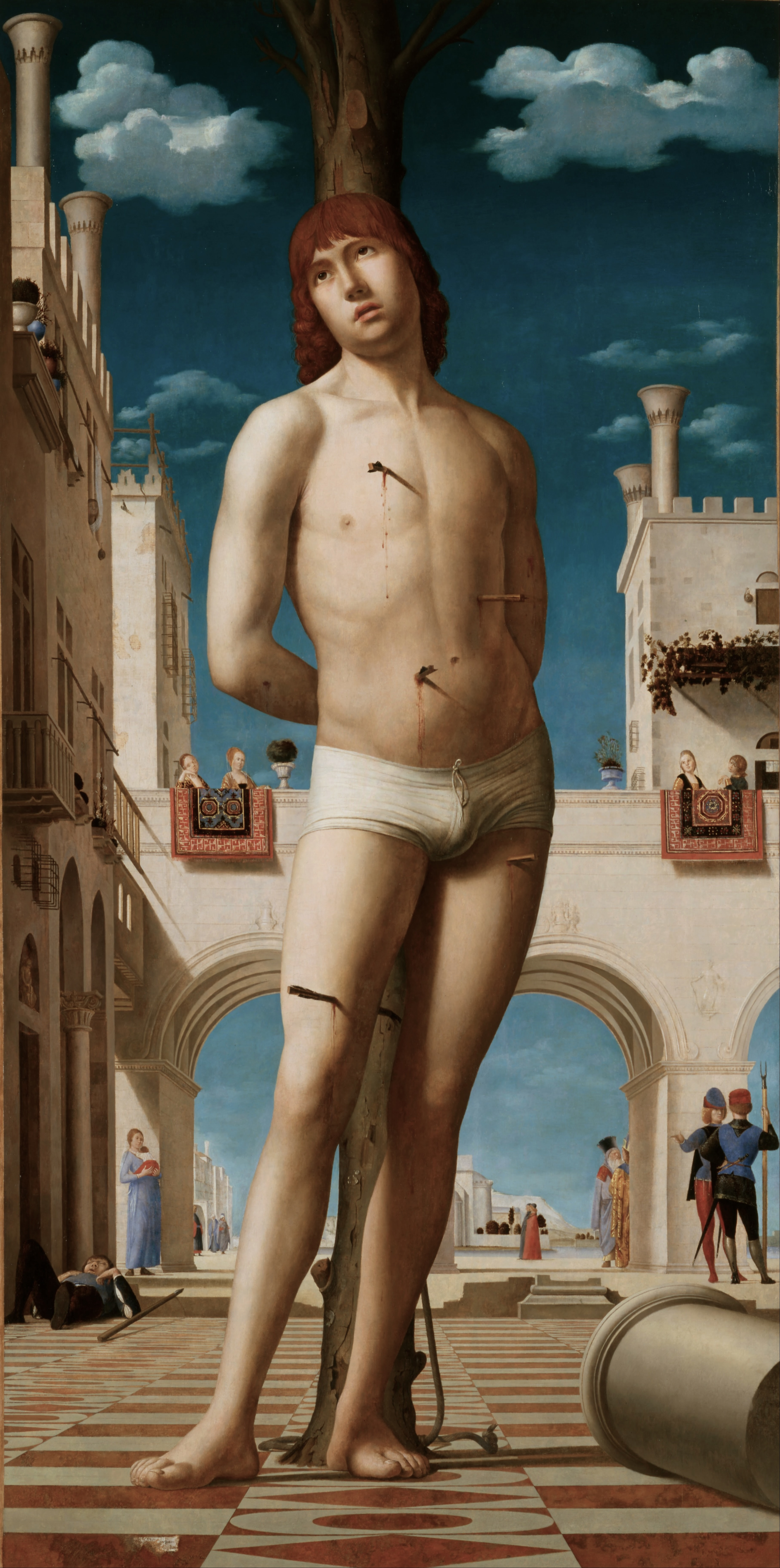
『聖セバスティアヌス』(1475-1476年) アルテ・マイスター絵画館(ドレスデン）

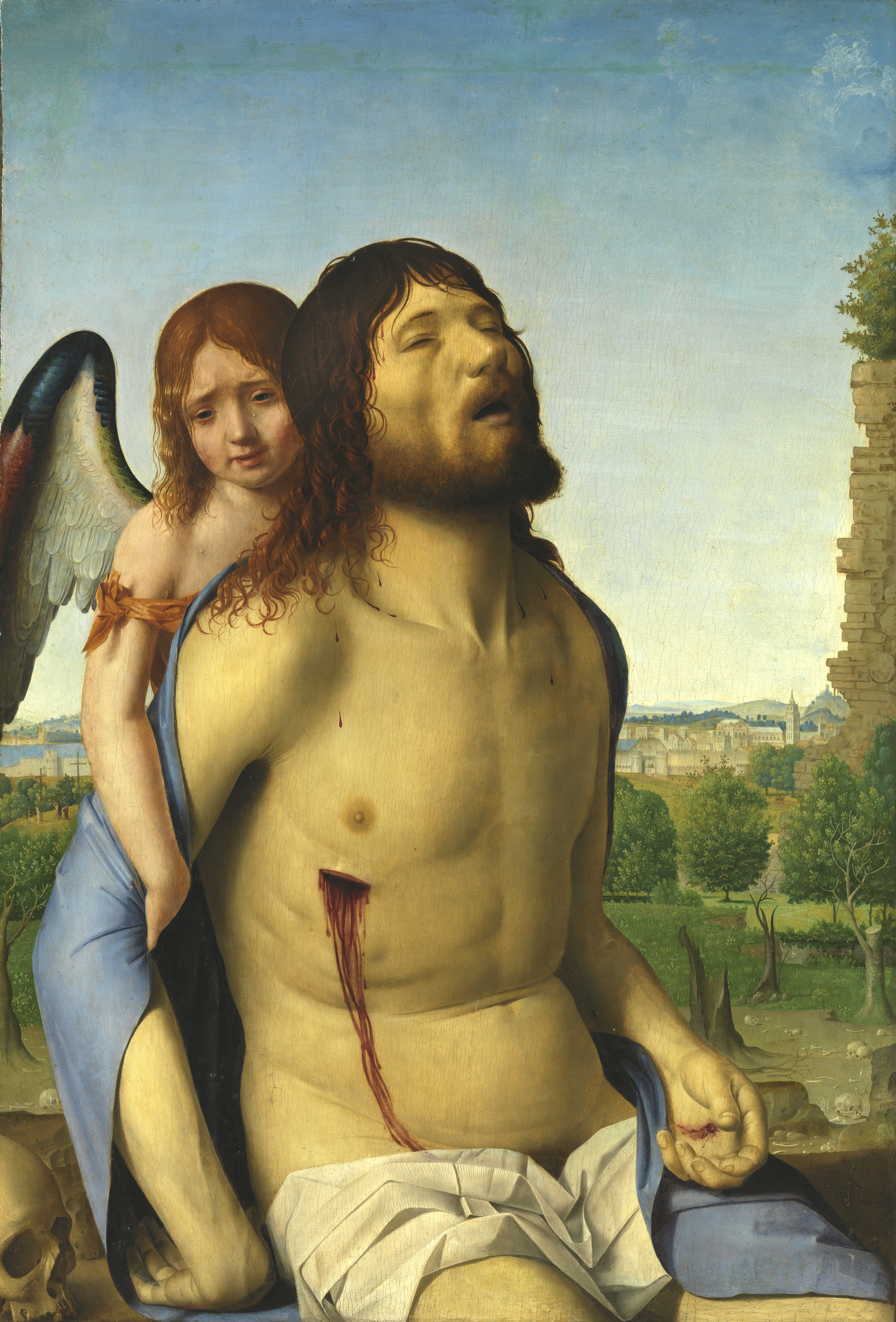
『天使に支えられる死せるキリスト』　(1475-1476年頃) プラド美術館 (マドリード）

## 作品
アントネロの作品中、最もよく知られているのは『受胎告知の聖母』であろう。「受胎告知」は、マリアが神の子を身ごもったことを大天使ガブリエルが告知する場面を表す伝統的な画題で、通常はマリアと大天使ガブリエルの2人を左右に配した構図を取る。しかし、アントネロの『受胎告知』に描かれるのはマリアのみで、大天使の姿はなく、大天使の位置に立つのは我々鑑賞者、という設定になっている。マリアの背後には後光を描かず、受胎告知の図には大抵描かれるユリの花（マリアの純潔を寓意する）などのシンボルも描かれず、無地の背景に顔と手の表情だけで『受胎告知』の場面を表現した稀有な作品である。『書斎の聖ヒエロニムス』は、制作年代不明ながら比較的初期の作品と見なされるもので、広大な室内空間の中に聖人の姿は小さく表されている。書斎の小道具の1つ1つや、遠い窓の外の風景まで細密に描き込む手法は、フランドル絵画の影響を示している。アントネロは、これら宗教画のほか、肖像画にも優れた作品を残している。

## 代表作
- 書斎の聖ヒエロニムス（1474年頃）ロンドン、ナショナル・ギャラリー
- キリストの磔刑（1475年）ロンドン、ナショナル・ギャラリー
- キリストの磔刑  (1475年）アントウェルペン、アントワープ王立美術館
- 聖セバスティアヌス（1475-1476年頃）ドレスデン、アルテ・マイスター絵画館
- 受胎告知の聖母（1470年代半ば）パレルモ、シチリア州立美術館
- 天使に支えられる死せるキリスト (1475-76年頃) マドリード、プラド美術館
- 柱に繋がれたキリスト (1476-1478年頃) パリ、ルーヴル美術館